# Schiaffo di Will Smith a Chris Rock
Alla 94a edizione degli Academy Awards del 27 marzo 2022, l'attore Will Smith è salito sul palco e ha schiaffeggiato il comico Chris Rock in faccia durante la presentazione di Rock per il miglior documentario.
Lo schiaffo è stato dato in risposta a una battuta improvvisata da Rock riguardo alla testa rasata della moglie di Smith, Jada Pinkett Smith, risultato dell'alopecia. Rock aveva detto che "non vedeva l'ora di vedere" Pinkett Smith in un sequel del film G.I. Jane (1997), in cui il personaggio principale di Demi Moore ha la testa rasata.
Subito dopo lo schiaffo, Smith è tornato al suo posto e ha insultato Rock, che ha risposto brevemente prima di completare la sua presentazione senza ulteriori interruzioni.
Più tardi quella sera, Smith vinse il premio come miglior attore per il suo ruolo in King Richard. Nel suo discorso di accettazione, si scusò con l'Academy of Motion Picture Arts and Sciences (AMPAS) e con altri candidati, ma non con Rock. Il giorno dopo, si scusò con Rock e l'AMPAS tramite i social media. Smith si dimise dalla sua iscrizione all'Academy il 1° aprile, rischiando una potenziale sospensione o espulsione, e gli fu vietato di partecipare agli eventi AMPAS per 10 anni.

## Contesto
Jada Pinkett è un'attrice americana che è diventata famosa nel 1991 per il suo ruolo nella serie televisiva A Different World. Nel 1994, incontrò Will Smith sul set della serie televisiva di Smith The Fresh Prince of Bel-Air; la coppia si è sposata nel 1997 e lei ha cambiato il suo nome in Jada Pinkett Smith.
Pinkett Smith e il comico Chris Rock hanno avuto una lunga storia di interazioni. La coppia ha lavorato insieme nei film di Madagascar. Nel 1997, in un'intervista al suo talk show notturno "The Chris Rock Show", aveva commentato la sua partecipazione alla Million Woman March.
Rock aveva precedentemente presentato i premi due volte, incluso nel 2016 quando diversi attori (tra cui Pinkett Smith) l'avevano criticato a causa della mancanza di candidati afroamericani. Rock aveva detto nel suo monologo di apertura, "Jada che boicotta gli Oscar è come se io boicottassi le mutandine di Rihanna. Non sono stato invitato".
Nel 2018, nel suo talk show Red Table Talk, Pinkett Smith rivelò di aver sofferto di perdita di capelli, potenzialmente a causa dello stress. Le è stata diagnosticata l'alopecia areata e nel luglio 2021 ha iniziato a radersi completamente la testa.

## Conseguenze

### Risposte iniziali
Subito dopo l'incidente, Rock ha continuato la sua presentazione per il miglior documentario, che è stato assegnato alla troupe di Summer of Soul. 
Smith ha continuato a partecipare alla cerimonia e alle successive celebrazioni: alcuni presenti sono rimasti sorpresi dal fatto che gli fosse stato permesso di rimanere e accettare il suo premio. Entro quaranta minuti, a Smith è stato conferito il premio come miglior attore per la sua interpretazione di Richard Williams in King Richard. Ha concentrato il suo discorso sulla giustificazione divina e sul suo bisogno di proteggere coloro che lo circondano: ha detto "L'amore ti farà fare cose folli", si è scusato con l'Accademia, gli altri candidati e con gli altri candidati; tuttavia, non ha esteso le scuse a Chris Rock fino al giorno successivo. Il pubblico dal vivo ha tributato a Smith due standing ovation, una durante il discorso e una alla sua conclusione. Anthony Hopkins, che ha poi presentato l'Oscar come migliore attrice, ha affrontato direttamente il comportamento di Smith e il discorso come miglior attore nel suo discorso, affermando: "Will Smith ha detto tutto. Cosa si può dire di più? Facciamo pace, amore e tranquillità".
Secondo l'Accademia, a Smith è stato chiesto di lasciare la cerimonia ma lui ha rifiutato. Tuttavia, altri che erano presenti nella sala hanno negato che gli sia mai stato chiesto, direttamente o tramite un rappresentante, di andarsene. Ne è seguito un disaccordo dietro le quinte tra i membri della dirigenz e il produttore Will Packer sulla possibilità di consentire a Smith di rimanere: Packer si è opposto ai suggerimenti di rimuovere Smith dal teatro perché non credeva che Rock avrebbe accettato.
Dopo la cerimonia, ai vincitori del premio è stato consigliato di rispondere solo alle domande sul loro lavoro e nient'altro. Gli ufficiali della polizia di Los Angeles hanno incontrato Packer, che in seguito ha ricordato che erano pronti ad arrestare Smith con l'accusa di aggressione. Rock ha ripetutamente rifiutato di sporgere denuncia.
La prima delle tante conseguenze per Smith è stata la cancellazione da parte di Netflix del sequel previsto per il film d'azione fantasy urbano Bright, diretto da Smith nel 2017, principalmente a causa della pubblicità negativa suscitata dalla lite con lui.

### Scuse pubbliche
A seguito delle reazioni negative del pubblico, Smith rilasciò delle scuse formali su Instagram e Facebook il giorno successivo, definendo il suo comportamento "inaccettabile" e "inescusabile", rivolgendosi direttamente a Rock: "Vorrei scusarmi pubblicamente con te, Chris. Ho esagerato e ho sbagliato. Sono imbarazzato e le mie azioni non erano indicative dell'uomo che voglio essere. Non c'è posto per la violenza in un mondo di amore e gentilezza". 
Tre giorni dopo l'incidente, Rock menzionò brevemente l'argomento per la prima volta in uno spettacolo comico, dicendo che lo stava ancora elaborando, ma ha promesso di parlarne in futuro: disse che Smith non lo aveva contattato personalmente, né si erano parlati dopo la cerimonia. Le affermazioni sui social media secondo cui Rock si fosse scusato sono state smentite.
Il 29 luglio Smith pubblicò un video su YouTube in cui parlava dell'incidente e si scusava con Rock, con la madre di Rock, con il fratello Tony, con gli altri vincitori dell'Oscar e con sua moglie Jada, affermando di essere "profondamente pentito" per le sue azioni.